# Mishima (Fukushima)
Mishima (三島町?) è una cittadina giapponese della prefettura di Fukushima.